# アガサ・クリスティーのフレンチ・ミステリー
『アガサ・クリスティーのフレンチ・ミステリー』（原題: Les Petits Meurtres d'Agatha Christie）は、アガサ・クリスティの小説をベースにしたフランスのコメディドラマシリーズのシリーズ1であり、2009年1月9日からフランス2で放送された。

## 解説
1930年代が舞台で、ベテラン警視ラロジエール（アントワーヌ・デュレリー）と若手刑事ランピオン（マリウス・コルッチ）が登場する。
日本ではAXNミステリーで2016年9月から放送された。
シリーズ2は日本では『アガサ・クリスティーの謎解きゲーム』という番組名で放送されている。
シリーズ3は、新キャストで1970年代のフランスを舞台にして制作されることが2019年に発表された。クリスティの名前を冠したタイトルは残るが、予定されているエピソードのほとんどは「クリスティの作品の精神を受け継いだ」オリジナル・ストーリーとなる予定である。

## 登場人物
メイン
- ジャン・ラロジエール: アントワーヌ・デュレリー - 警視
- エミール・ランピオン: マリウス・コルッチ - 刑事

リカーリング
- メナール: セルジュ・デュボワ - 巡査
- ヴェルデュール: オリヴィエ・カレ - 医師

## エピソード
1. ABC殺人事件
2. 無実はさいなむ
3. 動く指
4. エンドハウスの怪事件
5. 鳩の中の猫
6. 杉の柩
7. 五匹の子豚
8. 満潮に乗って
9. 書斎の死体
10. スリーピング・マーダー
11. エッジウェア卿の死